# 芦原太郎
芦原 太郎（あしはら たろう、1950年 -　）は、日本の建築家である。芦原太郎建築事務所 所長。芦原建築設計研究所 代表。日本建築家協会第11代会長。建築は個人邸から公共施設まで、幅広く手がける。

## 略歴
1950年、東京都に生まれる。1974年、東京藝術大学美術学部建築科卒業。1976年、東京大学大学院工学系研究科建築学修士課程修了。1977年から父・義信の芦原建築設計研究所に勤務。1985年、芦原太郎建築事務所設立。2001年から芦原建築設計研究所代表を兼務。2000年から2002年まで、日本建築家協会副会長、2010年から2016年まで日本建築家協会会長を務めた。2011年、国土交通大臣表彰受賞。
日本建築家協会 (JIA) 名誉会員、アメリカ建築家協会 (AIA) 名誉フェロー会員。

## 代表作品

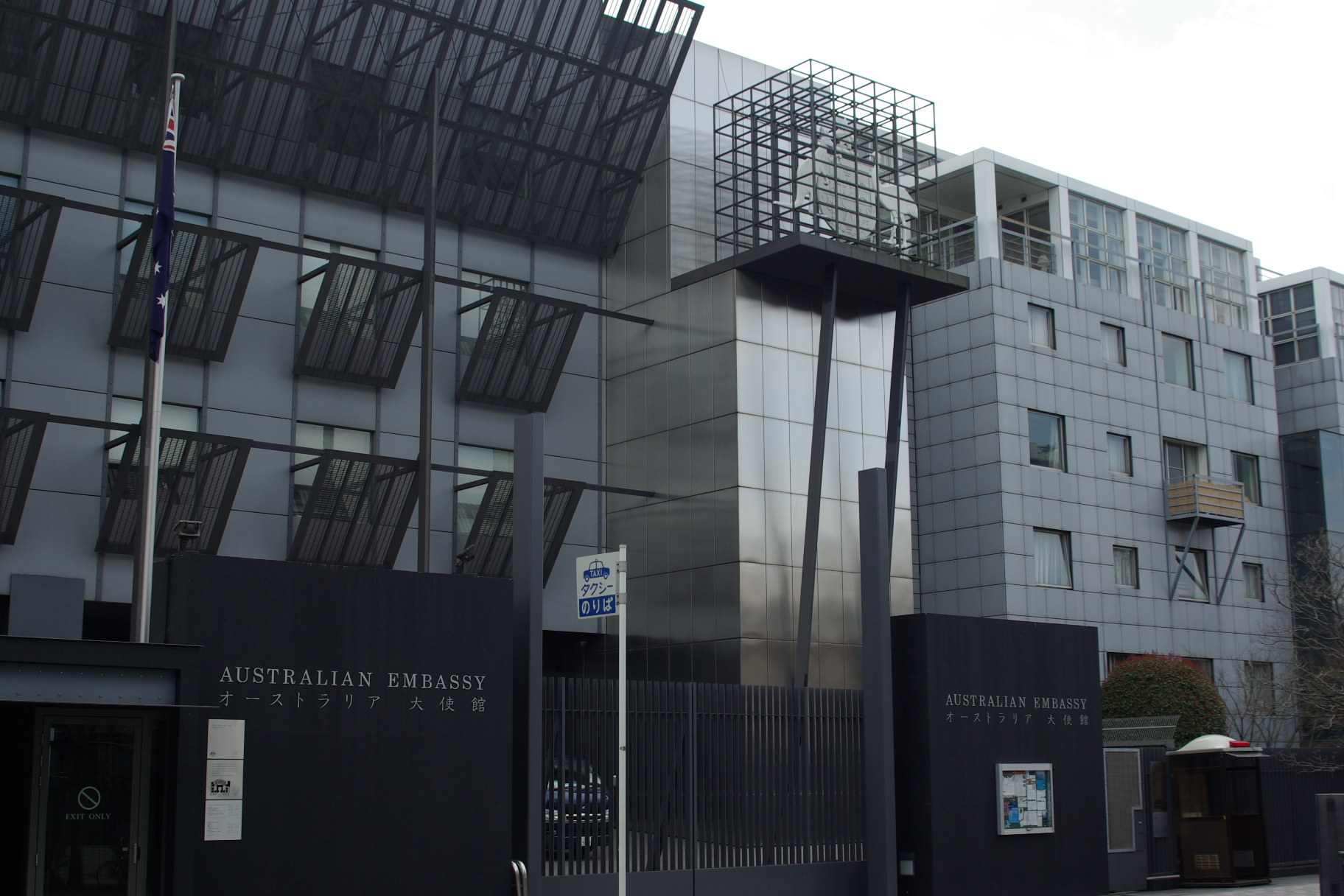
オーストラリア大使館

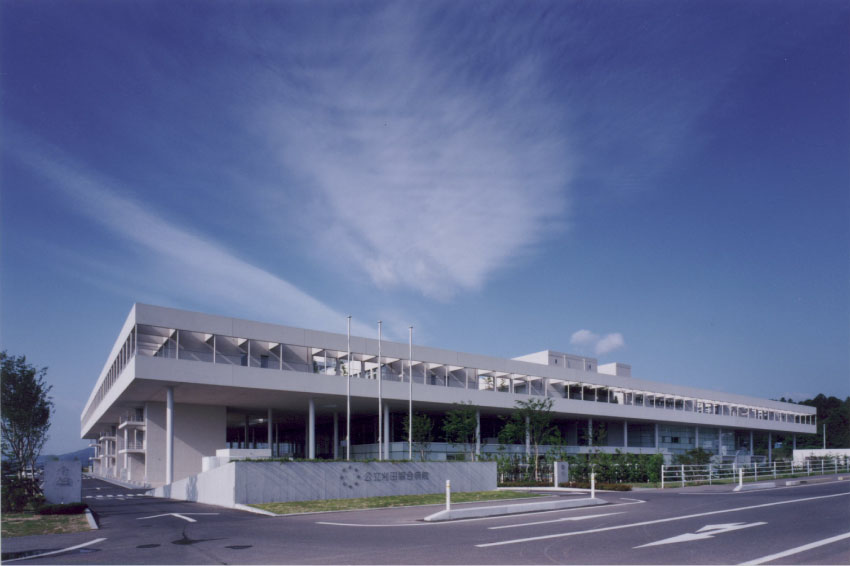
公立刈田綜合病院

- 笠間日動美術館 東館 (1989, JIA新人賞を受賞 (1993))

- オーストラリア大使館 (1990)
- 白石市立白石第二小学校 (1996)
- 公立苅田綜合病院 (2002)
- FUKUHARA GINZA (2011)
- シマノ本社工場 (2015)

## 受賞歴
- 日本建築家協会JIA新人賞 (1993)
- 川口市都市デザイン賞 (1997)
- 建築業協会賞（BCS賞) (1997)
- 日本建築学会作品選奨 (1998)
- 日経ニューオフィス賞 (2002)
- 堺市景観賞 (2002)
- 栃木県マロニエ建築賞 (2002)
- グッドデザイン賞 (2003)
- 医療福祉建築賞 (2004)
- 日本建築学会作品選奨 (2004)
- 日本建築家協会賞 (2005)
- 公共建築賞優秀賞 (2006)
- 大阪府知事賞 (2016)
- 大阪都市景観建築賞 (大阪まちなみ賞) (2016)
- 千葉県建築文化賞 (2017)